# Ołeh Sencow
Ołeh Hennadijowycz Sencow, ukr. Олег Геннадійович Сенцов, ros. Оле́г Генна́дьевич Сенцо́в, Oleg Giennadijewicz Siencow (ur. 13 lipca 1976 w Symferopolu) – ukraiński reżyser filmowy, pisarz oraz aktywista społeczny. W latach 2014–2019 więzień polityczny w Rosji.

## Życiorys
Sencow studiował najpierw ekonomię. W 2012 zadebiutował na Międzynarodowym Festiwalu Filmowym w Rotterdamie filmem „Gamer”. Był uczestnikiem Euromajdanu. 
11 maja 2014 został aresztowany – razem z Ołeksandrem Kołczenko i kilkoma innymi działaczami – na okupowanym przez Rosję Krymie, pod zarzutem planowania działań terrorystycznych, następnie przewieziono go do Moskwy. Zarzucano mu m.in. przynależność do Prawego Sektora. Sencow odrzucił te oskarżenia. W sierpniu 2015 został skazany na 20 lat łagru. O jego uwolnienie apelowało wiele osób i organizacji, m.in. Europejska Akademia Filmowa. Sprawą zainteresowała się także Amnesty International. Daniel Olbrychski wystosował list otwarty w obronie Sencowa, na który odpowiedział m.in. Nikita Michałkow. 7 września 2019 podczas wymiany więźniów Sencow został zwolniony.
Podczas inwazji Rosji na Ukrainę w 2022 r. Sencow wstąpił do Sił Obrony Terytorialnej Kijowa, które są częścią Sił Zbrojnych Ukrainy. Wezwał międzynarodową społeczność filmową do bojkotu kina rosyjskiego.

## Filmografia
- 2011 – Gamer
- 2021 – Nosorożec

## Nagrody i wyróżnienia
- 2018 – Nagroda Sacharowa[8]
- 2019 – Medal Marszałka Województwa Kujawsko-Pomorskiego „Unitas Durat Palatinatus Cuiaviano-Pomeraniensis”[9]